# Épiais-Rhus
Pour les articles homonymes, voir Épiais et Épiais-lès-Louvres.
Épiais-Rhus est une commune française située dans le département du Val-d'Oise en région Île-de-France. Ses habitants sont appelés les Épiais-Rhussiens.

## Géographie

### Description

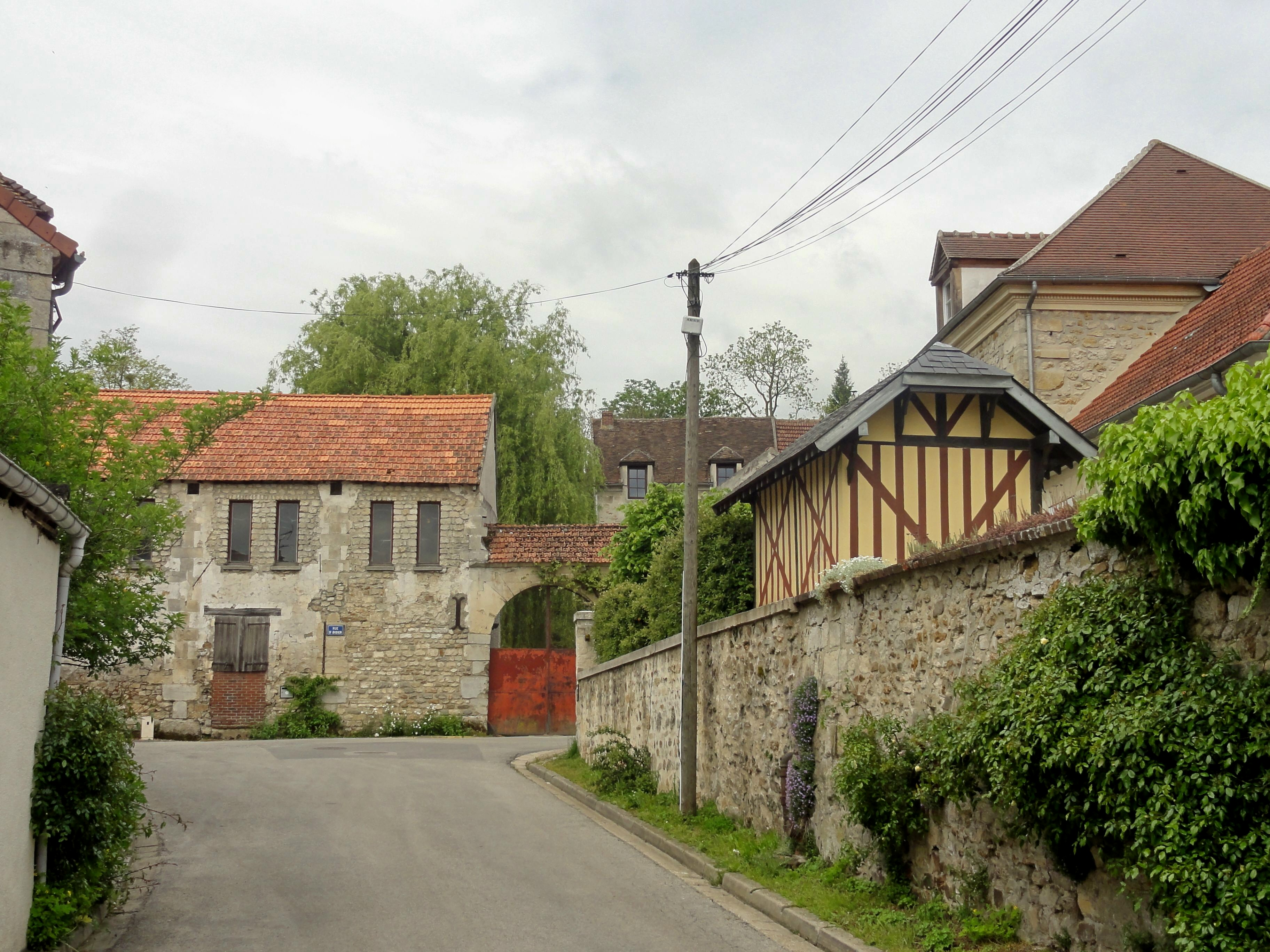
Paysage urbain : le carrefour rue des Chantereines / rue Saint-Didier.

La commune est située au cœur du Vexin français, et se compose des deux villages d'Épiais et de Rhus. Épiais se situe sur le flanc méridional d'une butte-témoin gypseuse, et Rhus dans un vallon de la vallée du Sausseron. Elle est incluse dans le Parc naturel régional du Vexin français.
La commune se trouve à 43 km au nord de Paris, à  9 km au nord de Pontoise, 33 km au sud de Beauvais et à 27 km au sud-est de Gisors. Elle est aisément accessible par le tracé initial de l'ancienne RN 15 et par l'ancienne RN 327 (actuelles RD 915 et 927).
Le sentier de grande randonnée GR1 traverse le territoire de la commune et se prolonge vers Grisy-les-Plâtres au nord-ouest et Livilliers au sud-est.

### Communes limitrophes
| Grisy-les-Plâtres | Theuville   |               |
|                   | Épiais-Rhus | Vallangoujard |
|                   | Génicourt   | Livilliers    |

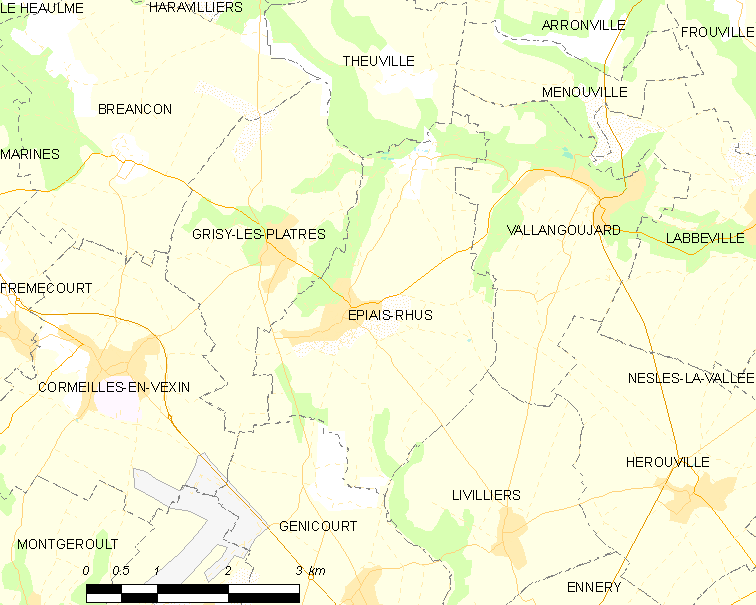
Carte de la commune.
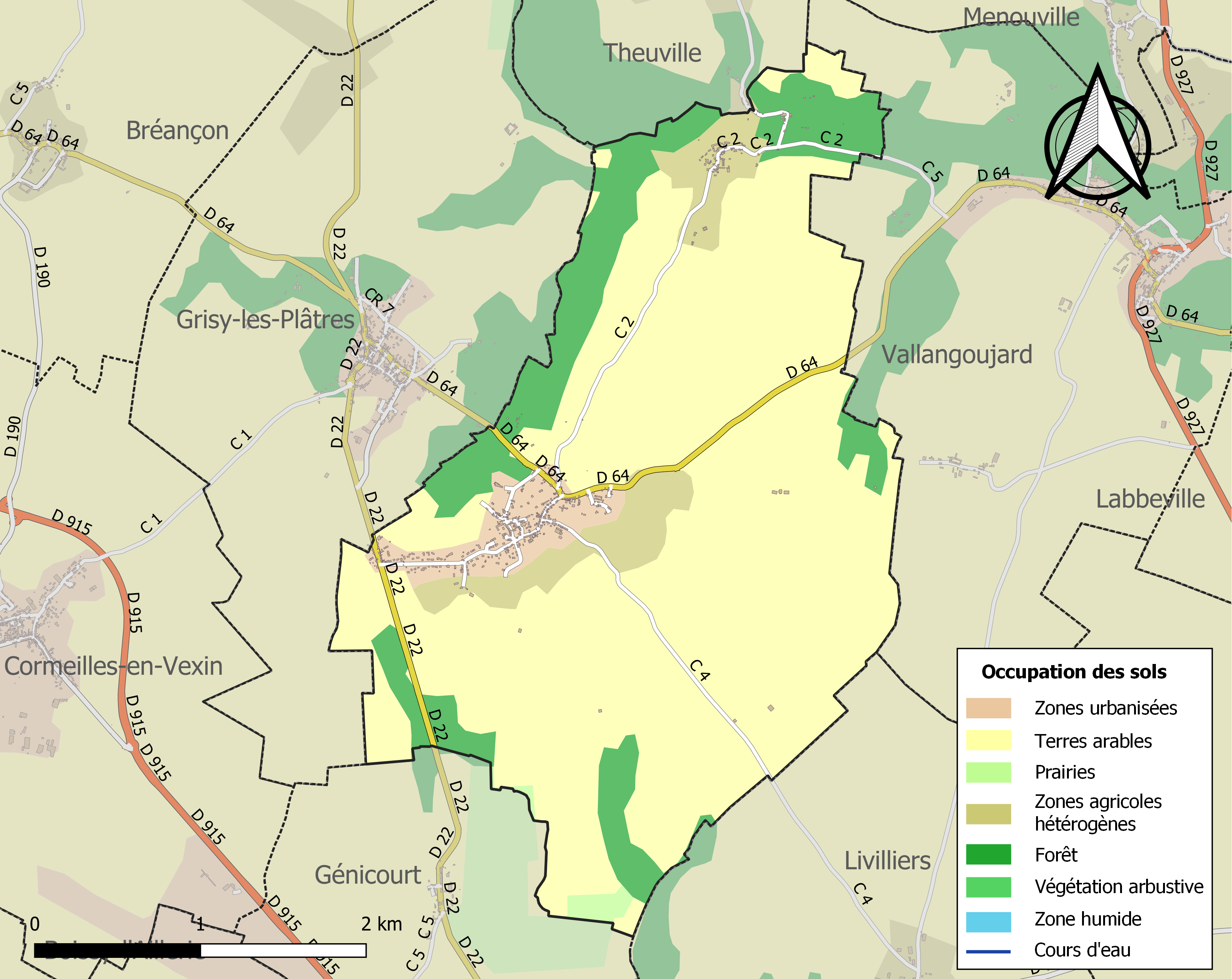
Occupation des sols.

### Climat
Pour des articles plus généraux, voir Climat de l'Île-de-France et Climat du Val-d'Oise.
En 2010, le climat de la commune est de type climat océanique dégradé des plaines du Centre et du Nord, selon une étude du CNRS s'appuyant sur une série de données couvrant la période 1971-2000. En 2020, Météo-France publie une typologie des climats de la France métropolitaine dans laquelle la commune est exposée à un climat océanique et est dans la région climatique Sud-ouest du bassin Parisien, caractérisée par une faible pluviométrie, notamment au printemps (120 à 150 mm) et un hiver froid (3,5 °C).
Pour la période 1971-2000, la température annuelle moyenne est de 10,8 °C, avec une amplitude thermique annuelle de 15 °C. Le cumul annuel moyen de précipitations est de 692 mm, avec 11,5 jours de précipitations en janvier et 7,9 jours en juillet. Pour la période 1991-2020, la température moyenne annuelle observée sur la station météorologique la plus proche, située sur la commune de Boissy-l'Aillerie à 7 km à vol d'oiseau, est de 11,2 °C et le cumul annuel moyen de précipitations est de 635,8 mm,. Pour l'avenir, les paramètres climatiques de la commune estimés pour 2050 selon différents scénarios d'émission de gaz à effet de serre sont consultables sur un site dédié publié par Météo-France en novembre 2022.

## Urbanisme

### Typologie
Au 1er janvier 2024, Épiais-Rhus est catégorisée bourg rural, selon la nouvelle grille communale de densité à sept niveaux définie par l'Insee en 2022.
Elle est située hors unité urbaine. Par ailleurs la commune fait partie de l'aire d'attraction de Paris, dont elle est une commune de la couronne,. Cette aire regroupe 1 929 communes,.

## Toponymie
Le nom de la localité est mentionné sous la forme Espeis en 1060.
Le village tire probablement son nom du latin spicarium, grange à épis, et Rhus, peut-être du germanique ruda ou riuti, défrichement ou lié au ru du Sausseron[réf. nécessaire].

## Histoire
Des outils, pierres tranchantes et hache en silex, et des fondations d'habitations découverts en 1848] attestent la présence humaine sur le territoire de la commune dès la Préhistoire.

Plan du Théâtre gallo-romain.

La découverte d'un important site archéologique de cinquante hectares au hameau de Rhus (thermes, temples, forum, Théâtre gallo-romain d'Épiais-Rhus), sur la voie antique de Pontoise à Beauvais, atteste également l'occupation du site à partir du IIIe siècle av. J.-C. et ce pendant plus de sept-cents ans. Un bracelet gaulois  en verre bleu aux décors très raffinés a été trouvé sur le territoire, et est l'une des pièces maîtresses de l'exposition « Bling-bling, les Gaulois ? » organisée en 2021 au musée archéologique du Val-d’Oise de Guiry-en-Vexin
Le village vit jusqu'au XXIe siècle de la grande culture céréalière et de l'élevage ; des vignobles étaient plantés sur les coteaux, ils ont disparu au début du XXe siècle.
La commune est desservie de 1886 à 1949 par la ligne de chemin de fer secondaire à voie métrique Valmondois - Marines.

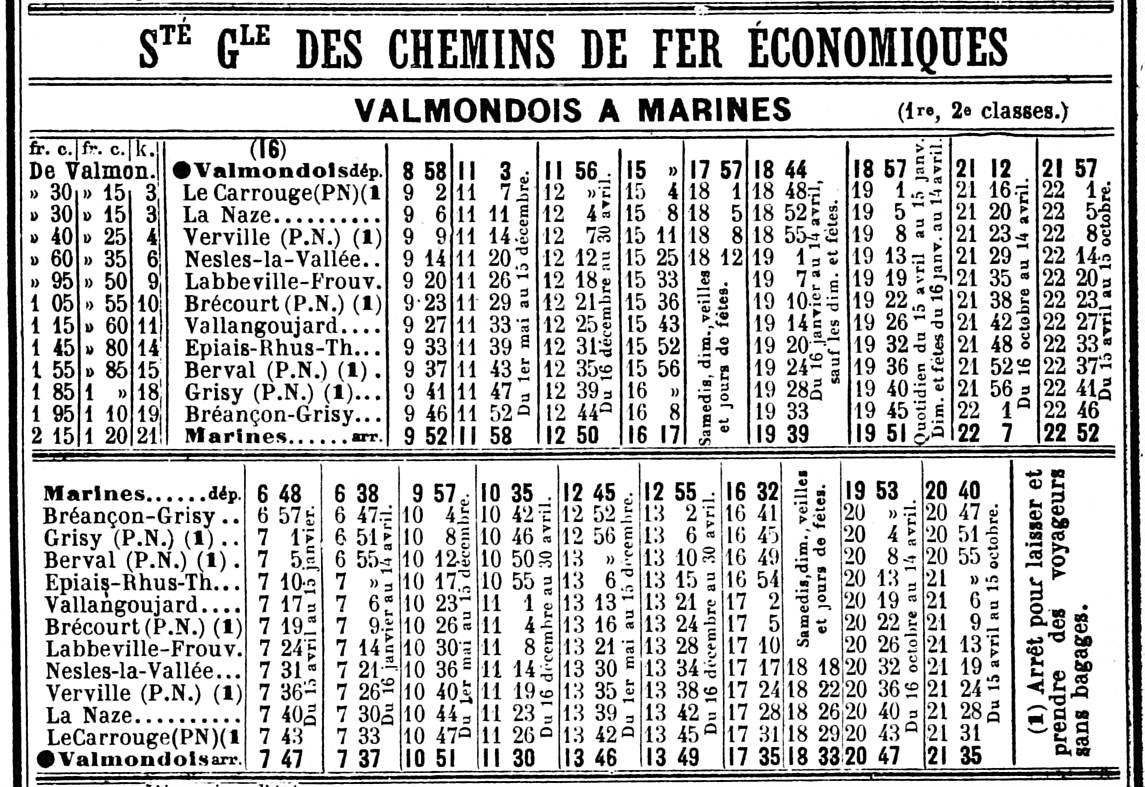
Horaires de la ligne Valmondois-Marines en mai 1914.

Au début de la Première Guerre mondiale, après la bataille de Senlis, des éclaireurs ulhans allemands sont signalés à Épiais-Rhus
En avril 1960, un pavillon à Epiais-Rhus (à l'époque Seine-et-Oise) a servi de planque aux ravisseurs du petit Éric Peugeot,.

## Politique et administration

### Rattachements administratifs et électoraux

#### Rattachements administratifs
Antérieurement à la loi du 10 juillet 1964, la commune faisait partie du département de Seine-et-Oise. La réorganisation de la région parisienne en 1964 fit que la commune appartient désormais au département du Val-d'Oise et à son arrondissement de Pontoise après un transfert administratif effectif au 1er janvier 1968.
Elle faisait partie de 1801 à 1967 du canton de Marines de Seine-et-Oise. Lors de la mise en place du Val-d'Oise, la ville intègre le canton de Vigny . Dans le cadre du redécoupage cantonal de 2014 en France, cette circonscription administrative territoriale a disparu, et le canton n'est plus qu'une circonscription électorale.

#### Rattachements électoraux
Pour les élections départementales, la commune est membre depuis 2014 du canton de Pontoise
Pour l'élection des députés, elle fait partie de la première circonscription du Val-d'Oise.

### Intercommunalité
Épiais-Rhus est membre de la communauté de communes de la Vallée du Sausseron (CCVS), un établissement public de coopération intercommunale (EPCI) à fiscalité propre créé fin 2002 et auquel la commune avait transféré un certain nombre de ses compétences, dans les conditions déterminées par le code général des collectivités territoriales, qui a pris en 2015 le nom de communauté de communes Sausseron Impressionnistes (CCVSI).

### Liste des maires
| Période                                  | Période                       | Identité              | Étiquette | Qualité                                              |
| ---------------------------------------- | ----------------------------- | --------------------- | --------- | ---------------------------------------------------- |
| Les données manquantes sont à compléter. |                               |                       |           |                                                      |
| avant 1988                               |                               | Claude Suran          |           |                                                      |
| Les données manquantes sont à compléter. |                               |                       |           |                                                      |
| mars 2001                                | 2008                          | Juliette Pellé-Machet |           |                                                      |
| mars 2008                                | juillet 2020                  | Jean-Pierre Stalmach  |           | Vice-président de la CC Vallée du Sausseron (2014 →) |
| juillet 2020                             | En cours (au 2 décembre 2020) | Brahim Moha           |           |                                                      |

## Population et société

### Démographie
L'évolution du nombre d'habitants est connue à travers les recensements de la population effectués dans la commune depuis 1793. Pour les communes de moins de 10 000 habitants, une enquête de recensement portant sur toute la population est réalisée tous les cinq ans, les populations de référence des années intermédiaires étant quant à elles estimées par interpolation ou extrapolation. Pour la commune, le premier recensement exhaustif entrant dans le cadre du nouveau dispositif a été réalisé en 2005.

En 2022, la commune comptait 607 habitants, en évolution de −2,57 % par rapport à 2016 (Val-d'Oise : +4 %, France hors Mayotte : +2,11 %).
| 1793 | 1800 | 1806 | 1821 | 1831 | 1836 | 1841 | 1846 | 1851 |
| ---- | ---- | ---- | ---- | ---- | ---- | ---- | ---- | ---- |
| 520  | 508  | 528  | 489  | 522  | 516  | 509  | 482  | 475  |

| 1856 | 1861 | 1866 | 1872 | 1876 | 1881 | 1886 | 1891 | 1896 |
| ---- | ---- | ---- | ---- | ---- | ---- | ---- | ---- | ---- |
| 479  | 486  | 445  | 466  | 461  | 459  | 453  | 444  | 444  |

| 1901 | 1906 | 1911 | 1921 | 1926 | 1931 | 1936 | 1946 | 1954 |
| ---- | ---- | ---- | ---- | ---- | ---- | ---- | ---- | ---- |
| 416  | 414  | 397  | 387  | 372  | 347  | 342  | 351  | 298  |

| 1962 | 1968 | 1975 | 1982 | 1990 | 1999 | 2005 | 2006 | 2010 |
| ---- | ---- | ---- | ---- | ---- | ---- | ---- | ---- | ---- |
| 293  | 324  | 385  | 452  | 529  | 636  | 629  | 621  | 645  |

| 2015 | 2020 | 2022 | - | - | - | - | - | - |
| ---- | ---- | ---- | - | - | - | - | - | - |
| 628  | 616  | 607  | - | - | - | - | - | - |

### Enseignement
La commune dispose en 2017 de l’école des Bosquets.

## Culture locale et patrimoine

### Lieux et monuments

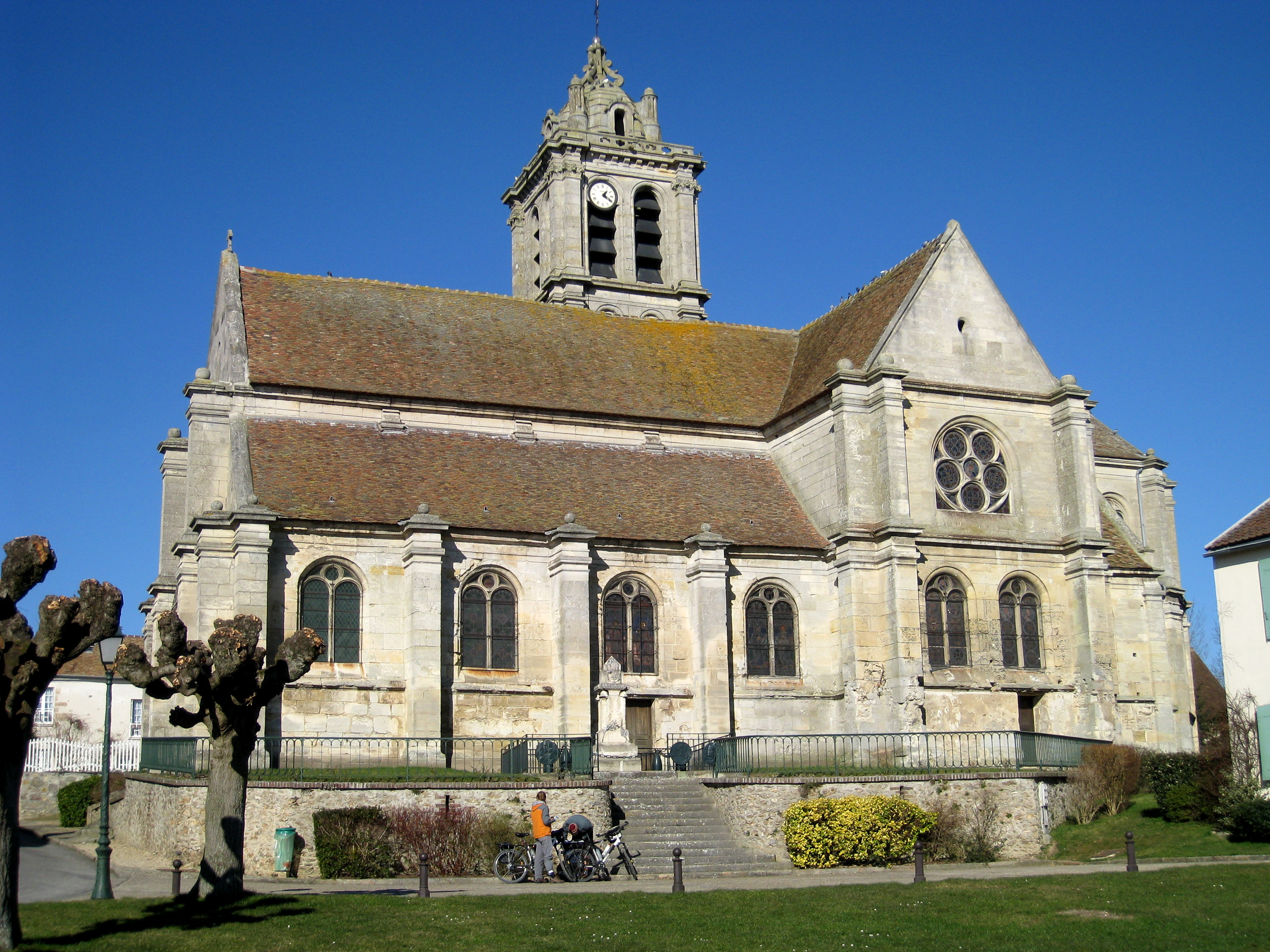
L'église, vue depuis le sud.

Épiais-Rhus compte deux monuments historiques sur son territoire :
- Église Notre-Dame (classée monument historique par arrêté du 23 septembre 1911[29]) : C'est un vaste édifice de style Renaissance, sans commune mesure avec le modeste village, qui a été édifié d'un seul jet entre 1570 et 1590 selon les plans du maître-maçon Nicolas Le Mercier. Dans le département, c'est l'une des rares églises tout à fait homogènes de cette époque. Son style très dépouillé est en rupture avec les premiers édifices Renaissance de la région, et préfigure l'architecture classique. Des influences gothiques persistent néanmoins, comme le montrent le voûtement d'ogives, les nervures pénétrantes des voûtes, l'ordonnancement des élévations et le plan cruciforme. À l'extérieur, seul le clocher avec sa coupole en pierre est remarquable. À l'intérieur, le grand retable baroque et la frise des Apôtres et Évangélistes, qui orne le chœur, retiennent surtout l'attention. Une frise tout à fait semblable existe en l'église Saint-Aubin d'Ennery, dont le transept et le chœur sont identiques à l'extérieur, mais richement décorés à l'intérieur[30],[31].

- Site archéologique gallo-romain d'Épiais-Rhus, aux lieux-dits les Terres Noires et le Chemin de Pontoise (inscrit monument historique par arrêté du 25 mars 1983[32]) : Cet important site de 50 ha se situe en partie sur la commune voisine de Vallangoujard. Il comprend un théâtre, des thermes, un temple, un forum, un système d'adduction d'eau, une nécropole et une villa romaine. Des indices laissent penser à l'existence d'ateliers d'artisanat. De nombreux objets y furent mis au jour : des monnaies figurant l'empereur Néron, une statuette en terre cuite de Vénus, une statuette en bronze représentant Éros endormi, deux meules à grains en grès et de nombreux objets de la vie quotidienne ; ces objets sont présentés au musée archéologique départemental du Val-d'Oise à Guiry-en-Vexin.

On peut également signaler : 
- Abreuvoir, à l'entrée du village, rue des Chantereines.
- Ancien relais de chasse, 1 rue des Chanteraines : Il date de 1850[31].
- Maison d'André Deslignères, 3 chemin de la Vieille-Rue : L'artiste conserva sa presse de graveur dans cette maison attestée dès le XVIIIe siècle[31].
- Colombier cylindrique, sur la cour de l'ancienne grande ferme, place du Colombier.
- Lavoir des Doux, au bout d'une impasse partant de la place du Colombier : Ce fut un petit édifice très simple, avec un toit en appentis protégeant les lavandières des intempéries et un mur porteur coupe-vent de deux côtés. Après une première restauration, le lavoir est à nouveau ruiné et le toit a disparu. Les abords du bassin rectangulaire sont pavés, mais sont maintenant envahis par la végétation[31].
- Fontaine du Petit-Vin, au bout de la sente rurale no 37, partant de la route de Rhus : La source est abritée par un édicule à hauteur d'homme, voûté en berceau et avec un portail plein cintre entouré d'une moulure simple. Un petit lavoir accompagne la source[31].
- Ancienne gare, près du hameau de Rhus : Elle se situait sur la ligne d'intérêt local Valmondois - Marines, fermée au trafic voyageurs en 1949. Le bâtiment-voyageurs avec sa halle à marchandises accolée correspond à un plan-type de la Société générale des chemins de fer économiques, appliqué sur de nombreux autres réseaux exploités par cette compagnie en France.
- Croix de Rhus, au centre du hameau du même nom : Cette croix en fer forgé du XIXe siècle est montée sur une colonne dont la partie supérieure est ornée de moulures. Le socle est recouvert d'une dalle et également mouluré en sa partie supérieure[31].

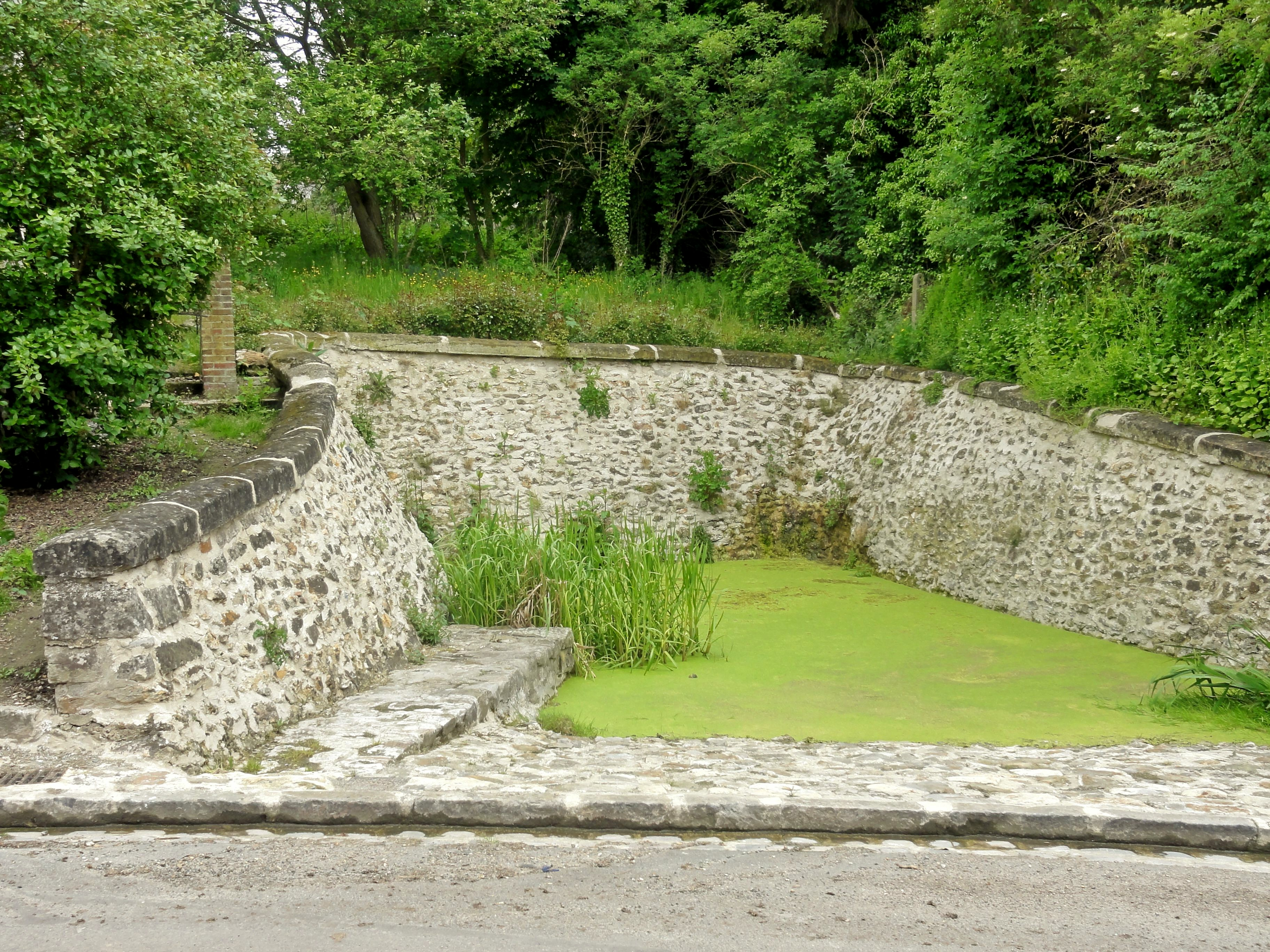
Abreuvoir.
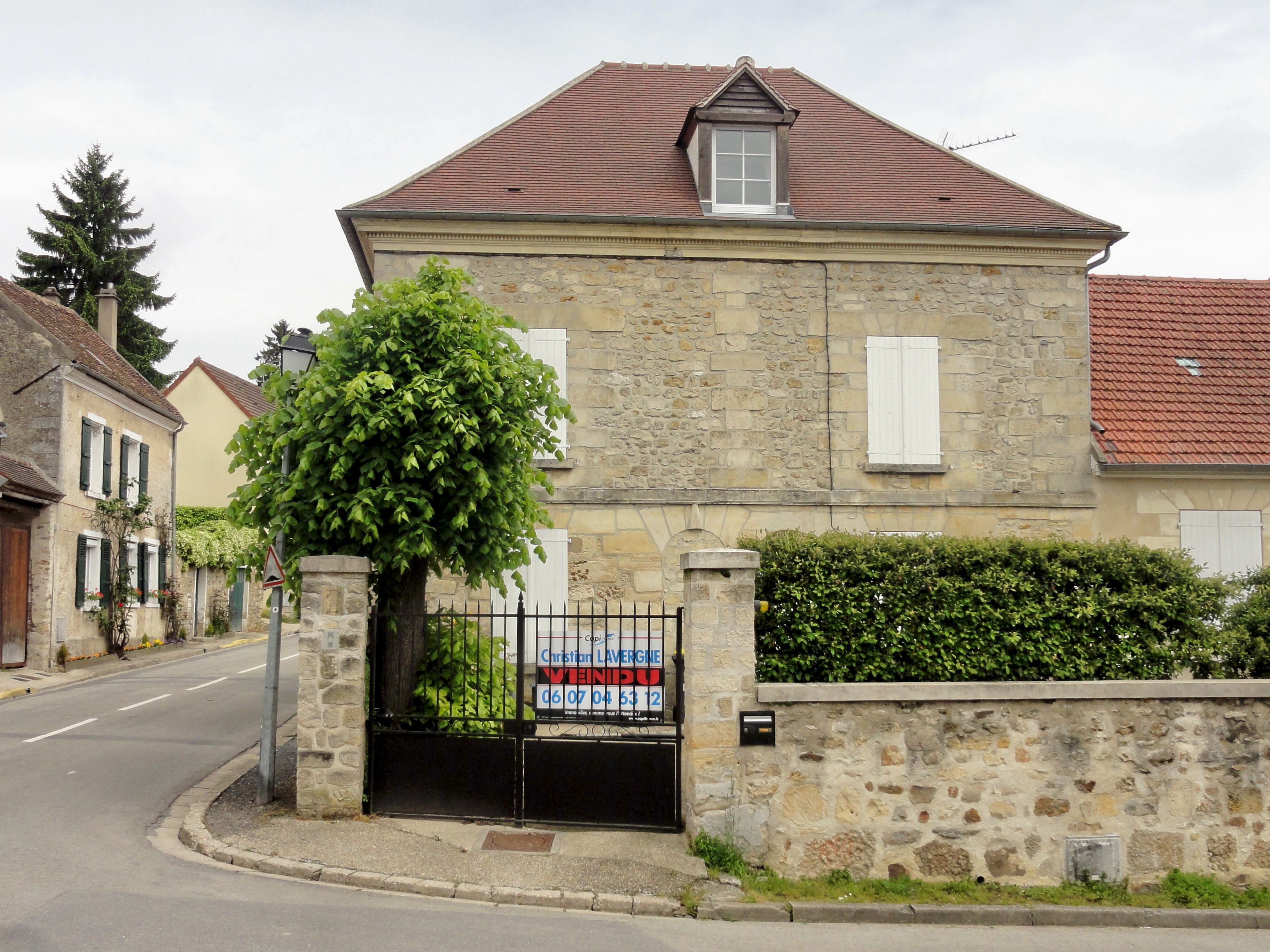
Ancien relais de chasse.
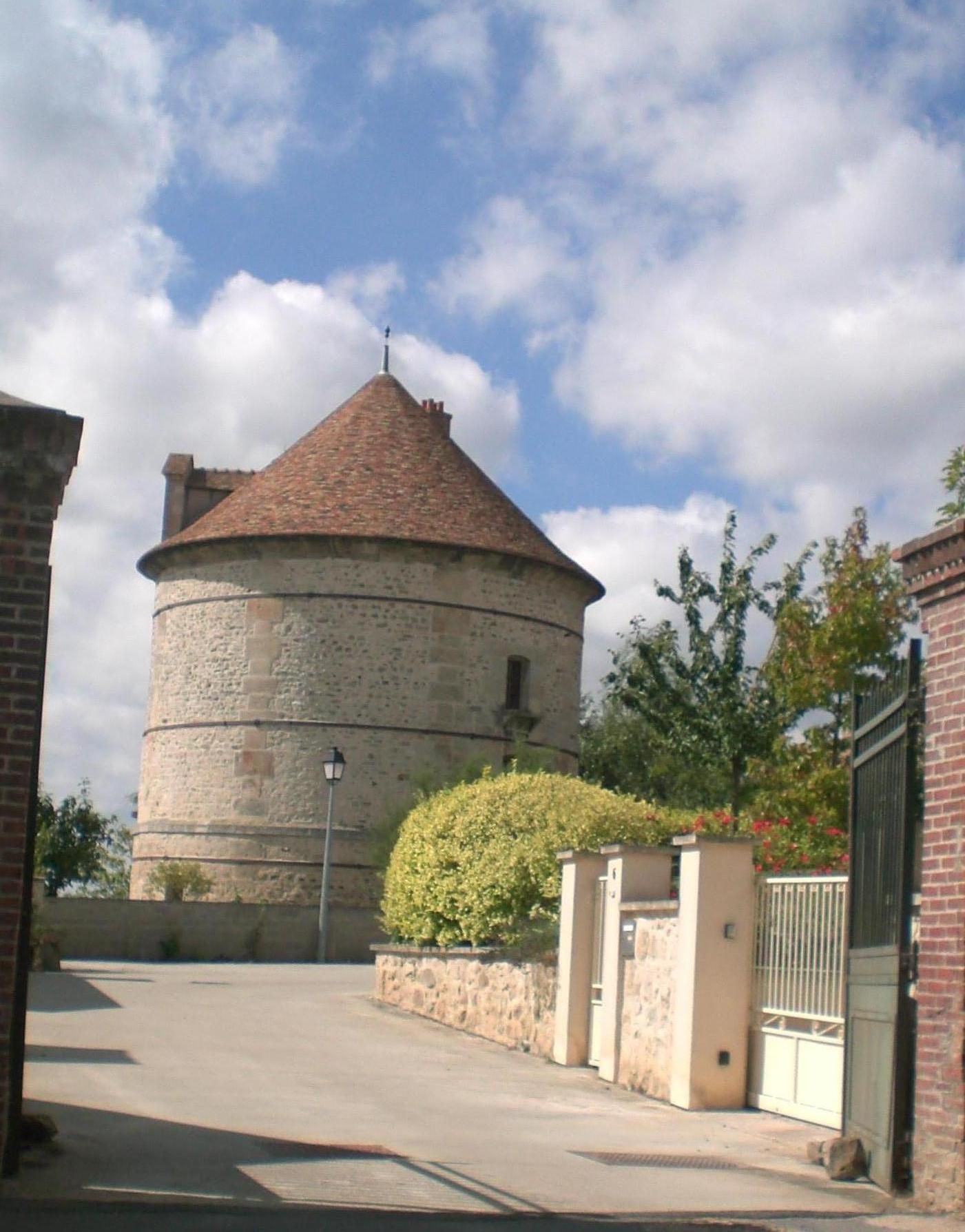
Le colombier.
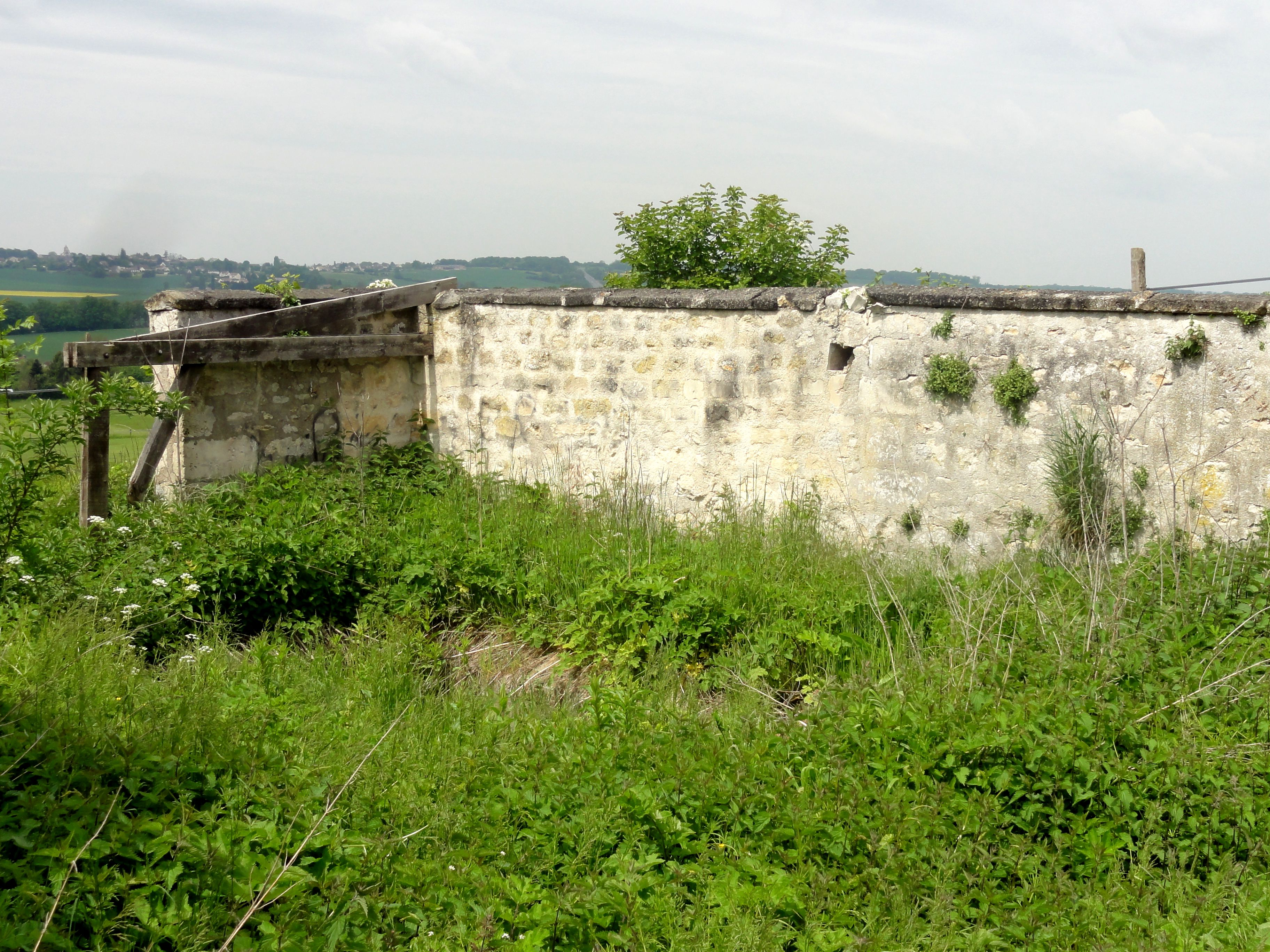
Lavoir des Doux.
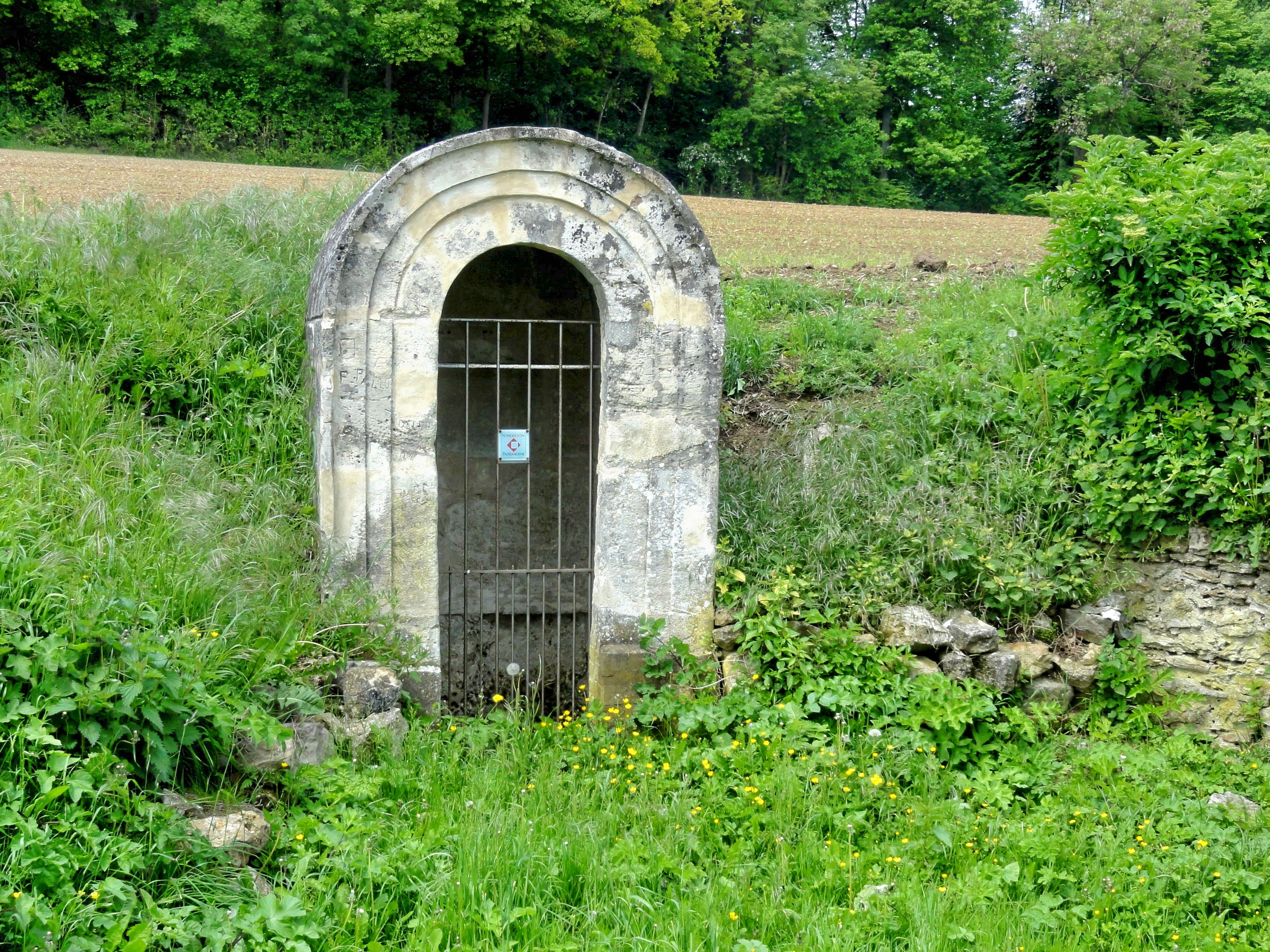
Fontaine du Petit-Vin.
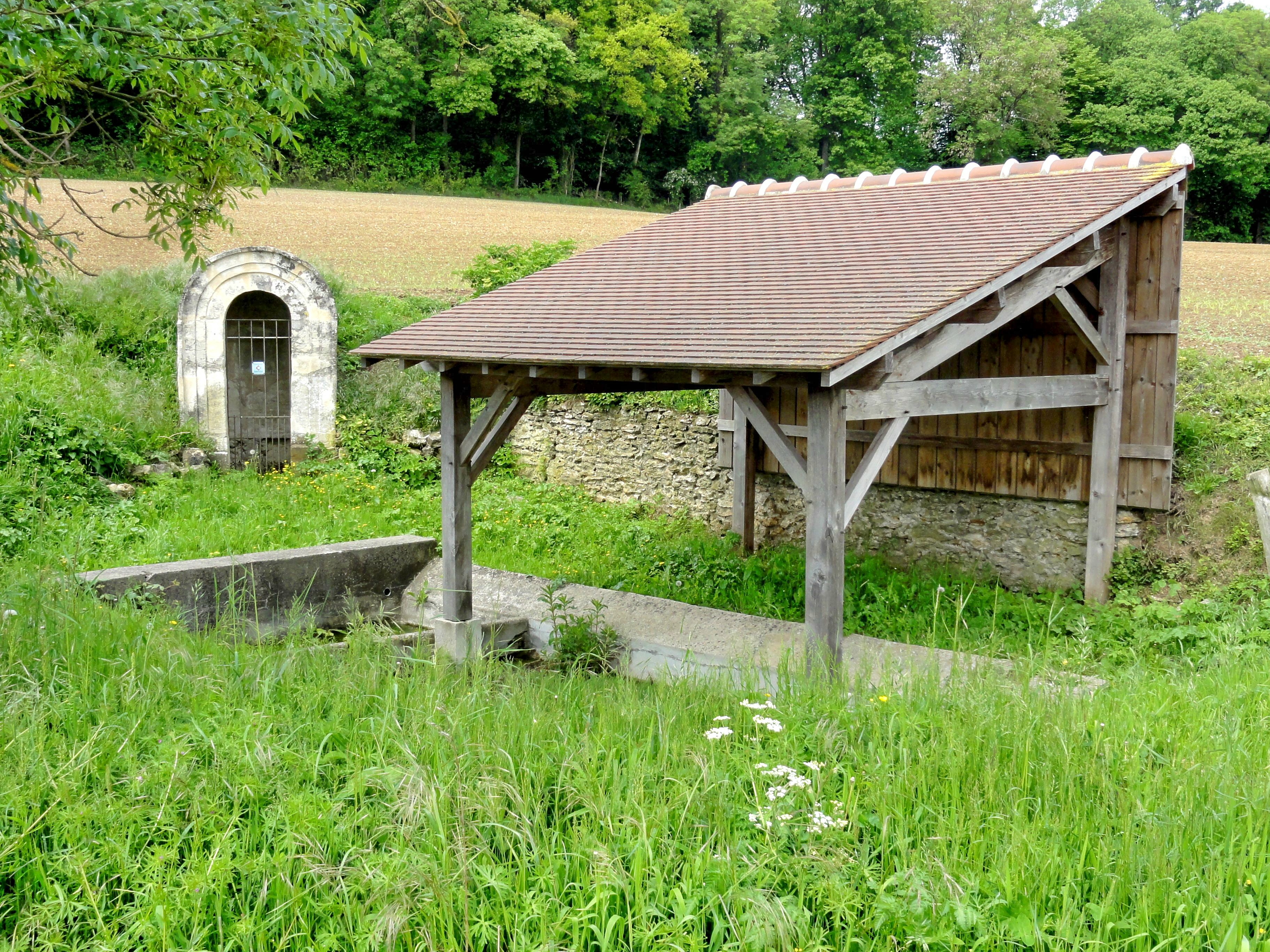
Lavour du Petit-Vin.
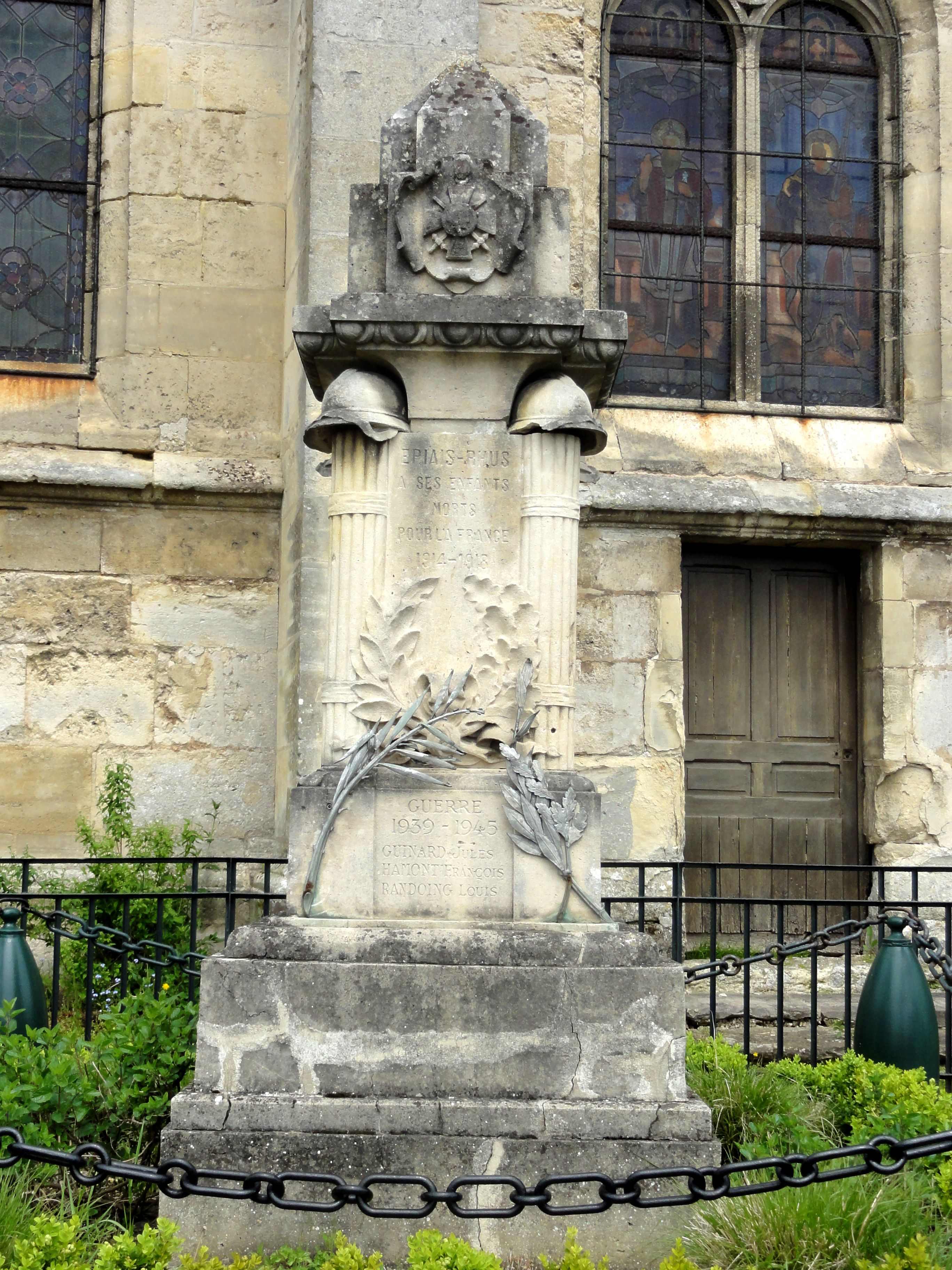
Monument aux morts

### Personnalités liées à la commune
- André Deslignères (1880-1968), artiste graveur et éditeur français, a habité une maison située 3 chemin de la Vieille-Rue[31].
- Benjamin Godard (1849-1895), compositeur, séjourna au village dans une maison nommée Bout du Monde[31].
- Arnaud Kasper (1962-), sculpteur et peintre y possède une maison avec une galerie d'art à ciel ouvert[33]
- Pablo Picasso (1881-1973) a séjourné au village.